# Лехарчіле
Лехарчіле (груз. ლეხარჩილე) — село в Грузії.
За даними перепису населення 2014 року в селі проживає 176 осіб.